# Club Atlético Liberal Argentino
El Club Atlético Liberal Argentino, o simplemente Liberal Argentino, fue un club de fútbol argentino de Buenos Aires, reconocido por haber participado en la Primera División en las décadas de 1920 y 1930. Luego de desafiliarse de la Asociación Argentina, el club se disolvió a mediados de la década de 1930.

## Historia

### Orígenes
El club fue fundado el 15 de septiembre de 1906 en el barrio de Villa Crespo, en Buenos Aires. El nombre del club estaba directamente relacionado con la ideología política de los fundadores del club. Tuvo su secretaría sobre la calle Frías al 278 y sus primeros colores característicos fueron el verde y el blanco.
En 1911, llega al club Miguel Ortiz de Zárate, un militante de la Unión Cívica Radical, que en el verano había impulsado la fusión de varios clubes que dieron origen al Club Almagro, de donde también trajo a sus seguidores. Por esos años, los radicales buscaban acercarse a distintas instituciones liberales de las menos conservadoras para ganar espacio político. Entre sus proyectos, se encontraban modificar el nombre del club y fusionarse con Almagro; sin embargo, los clubes no aprobaron estas propuestas. Ante la imposibilidad de vincularse con el sector más conservador del club, en 1916, Ortiz de Zárate abandona el mismo junto con sus seguidores para reflotar a Almagro.

### Primeros años
Participó en la Liga Pellisier, siendo campeón de la tercera división. Luego, en 1907, compitió en la Liga Birmingham. Y en 1908 compitió en la Liga Buenos Aires.

#### Llegada a la AFA y primer título
En 1911 se afilia a la Argentine Football Association y se incorpora a la Segunda División, que para ese año pasaba a ser de la tercera categoría. Durante 1912, el fútbol argentino sufre su primera escisión, y el club decide quedarse en la Asociación Argentina de Football y participa con dos equipos en el certamen.
En 1912 compitió con un tercer equipo en la Copa de Competencia de Tercera División, y se consagra campeón por primera vez en su historia, obteniendo el trofeo del periódico La Prensa, que anteriormente disputaban los equipos de la Cuarta División.

### Ascenso y nuevos títulos
Para 1913, debido a una reestructuración a causa de la fuga de equipos, el club es promovido a la División Intermedia, allí compitió en la tercera sección.
Con la unificación del fútbol, en 1915 compite por primera vez por el trofeo del periódico «El Diario» de la Copa de Competencia de Segunda División y se consagra campeón. En 1916, ya con un campo de juego y con sus nuevos colores, se hace del trofeo «Adolfo Bullrich» al salir campeón de la Copa de Competencia de División Intermedia.

### Descenso y desafiliación
Luego de moderadas campañas, en 1917 compitió en la primera sección y tras un deplorable desempeño, fue condenado al descenso varias fechas antes al quedar entre los 3 últimos de la sección. 
Por las copas de competencia, a pesar de ser el reciente campeón, quedó rápidamente eliminado de la copa de División Intermedia, al caer por 2 a 1 ante Lanús por los preliminares; mientras que en la copa de Segunda División, su equipo de reserva consiguió avanzar hasta los cuartos de final, tras vencer a los juveniles de Ferro Carril Oeste y de Gimnasia y Esgrima, y cayó eliminado ante el cuarto equipo de Boca Juniors.
En 1918, habiendo retornado a Segunda División, compitió en la segunda sección de la Zona Norte. Tras una moderada campaña, se desafilia de la Asociación.

### Retorno al fútbol argentino
En 1919, mientras el club estuvo desafiliado de la Asociación, el fútbol argentino sufrió un nuevo cisma. Debido a esto, la promoción de equipos a las categorías superiores se hizo frecuente.
Con esto, el club se afilió a la disidente Asociación Amateurs de Football y fue reincorporado a la División Intermedia. En 1920 realizó una buena campaña, igualando en el primer lugar junto a General Mitre, que terminaría obteniendo el campeonato y el ascenso al resultar vencedor del torneo reducido. En la Copa de Competencia, logró vencer a Victoria por 1 a 0, pero cayó por el mismo marcador ante Talleres, quedando fuera de las semifinales.

#### Llegada a Primera División
El club continuó logrando buenas campañas: en 1921 y 1922 quedó a 6 puntos de los respectivos campeones, Palermo y Argentino del Sud; mientras que por la Copa de Competencia, quedó eliminado ante Palermo.
En 1923, debido al aumento de la cantidad de equipos, se concursó en dos secciones. Liberal Argentino compitió en la primera sección, alcanzando el primer lugar junto a Liniers. El 13 de enero de 1924 disputó el desempate, en la antigua cancha de Racing en Avellaneda, resultando vencedor por 3 a 2 y se clasificó a la final del campeonato.
El 27 de enero enfrentó a Talleres en cancha de Racing ante 10 mil espectadores; luego de ir cayendo por 1 a 0, Nicanor Moro anotó el gol del empate para Liberal. El 3 de febrero se jugó el desempate en El Gasómetro y con gol de Perrupato, venció a Talleres y se consagró campeón de la División Intermedia, y ascendió por primera vez a Primera División.

### Debut en Primera División
El 6 de abril de 1924 hizo su debut en la máxima categoría, cayendo por 1 a 0 en su visita a Lanús. El primer triunfo llegó rápidamente el 13 de abril, al vencer por 1 a 0 a Almagro. Cuatro días después, hizo su debut en la Copa de Competencia, donde venció por 2 a 1 a Lanús. El 11 de mayo enfrentó por primera vez a uno de los cinco grandes, al recibir en .Caballito a Independiente, cayendo por 3 a 0.
La floja campaña del club lo llevó pelear por no descender: a falta de 2 partidos, se encontraba en zona de descenso y, luego de caer ante Racing, se vio obligado a ganar en su último partido para evitar el descenso, ya que se encontraba a 1 punto de Argentino del Sud, Quilmes y Ferro Carril Oeste, que habían finalizado el campeonato. Finalmente, el 26 de octubre recibió a Tigre y lo venció por 3 a 0, manteniendo la categoría. A pesar de todo, la Asociación Amateurs resolvió anular los descenso tras la finalización del campeonato.
En cuanto a la Copa de Competencia, realizó una moderada campaña finalizando tercero en su grupo, por lo que no avanzó a las semifinales.

### Triunfo histórico
El campeonato de 1925 fue bueno para el club, consiguiendo quedar en la parte superior de la tabla de posiciones y triunfando en la mayoría de los partidos; mientras que en la Copa de Competencia no consiguió superar la fase de grupos. Sin embargo, en el campeonato de 1926 volvió a decaer en su desempeño, perdiendo la mayoría de sus partidos y sufrió goleadas ante los equipos más fuertes.
El 31 de octubre disputó su último partido en el campeonato  recibiendo a River Plate, que había hecho una campaña más moderada, y con goles de Nicanor Moro y Juan Raggio, lo venció por 3 a 2 en un histórico triunfo.

### Nuevo descenso
En diciembre de 1926, el fútbol argentino vuelve a ser regido por una única entidad, la Asociación Amateur Argentina de Football, y el club se afilia a la misma. Por esto, a partir de 1927, la Primera División se unificó y varios equipos fueron relegados a un nuevo certamen de segunda categoría; sin embargo, todos los equipos de la Asociación Amateurs mantuvieron la categoría.
La temporada de 1927 inicio con el pie izquierdo, perdiendo los primeros encuentros; y dio un indicio del rumbo del campeonato, perdiendo la mayoría de los partidos. Sin embargo, logró mantener la categoría varias fechas antes. Se destacó entre sus triunfos la victoria por 4 a 1 sobre Vélez Sarsfield, mientras que obtuvo 2 empates importantes ante San Lorenzo de Almagro en El Gasómetro y ante Boca Juniors, siendo la primera vez que lo enfrenta, en un encuentro que terminó suspendido por incidentes.
La temporada de 1928 tuvo un inicio idéntico, pero el desarrollo del torneo fue aún más deplorable, llegando a perder más de la mitad de los partidos. Debido a lo extenso del torneo, su último triunfo en el campeonato fue el 12 de mayo de 1929 ante Argentino de Quilmes, por la trigésima fecha.
El 19 de mayo inició la fecha 33, ya que las 2 anteriores habían sido disputadas por adelantado, y recibió a Vélez en cancha de Argentinos Juniors, ya que había perdido su campo de juego a lo largo del torneo, en la necesidad de ganar para llegar con más posibilidades a las últimas fechas. Sin embargo, todo salió al revés: Vélez terminó venciendo por 2 a 1; mientras que en Avellaneda, Argentino del Sud superaba por 3 a 0 a Buenos Aires, condenando al descenso al equipo de Villa Crespo. Cerró el campeonato cayendo por 2 a 1 ante Barracas.
A pesar del mal año, sus juveniles consiguieron ser campeones de la Tercera División, luego de vencer en la final de la Zona Oeste a Porteño de Morón y a Argentino de Banfield por 2 a 1 en la final del campeonato.

### Nueva etapa

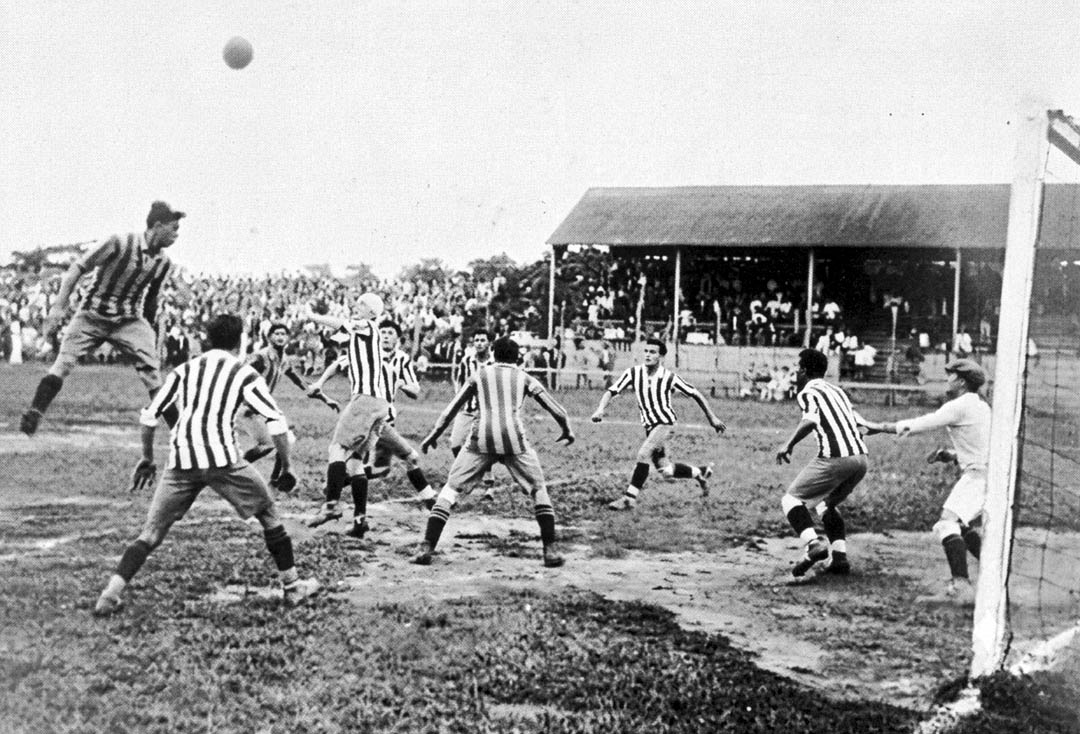
Liberal Argentino en un encuentro ante Honor y Patria, equipo campeón de la Primera División B de 1929.

El 28 de julio de 1929 hizo su debut en la Primera División B, certamen que había sido creado tras la última unificación del fútbol, y fue con triunfo por 1 a 0 sobre Palermo. El equipo realizó una moderada campaña, destacándose los triunfos por goleada sobre Sportsman y Nueva Chicago en Mataderos, por lo que quedó fuera de la pelea por el campeonato varias fechas antes, siendo en ese momento la única vía de ascenso. Cerró la temporada cayendo ante Honor y Patria, que se consagró campeón en dicho encuentro.
El campeonato de 1930 tuvo un comienzo prometedor tras goleada por 4 a 0 sobre Boca Alumni. Sin embargo, fue perdiendo el ritmo y quedó fuera de la pelea a pesar del repunte en las últimas fechas, cerrando el torneo ante Temperley, en un encuentro que terminó suspendido sin goles y con los puntos para el gasolero.

#### El retorno a Primera División
El inicio del campeonato de 1931 se vio postergado por una nueva escisión en el fútbol argentino, donde los 18 clubes más convocantes de Primera División se desafiliaron de la Asociación el 17 de mayo. Mientras se reorganizaban los certámenes, se organizó una nueva edición de la Copa de Competencia, con la participación en conjunto de los equipos de Primera División y Primera División B.
El 31 de mayo inició la competencia igualando por 2 a 2 con Palermo. El equipo quedaría eventualmente eliminado en fase de grupos.
El 5 de julio inició el campeonato en la fecha 2, venciendo por 1 a 0 a Nacional en Adrogué. El 6 de agosto sufrió su única derrota en el certamen, cayendo por 2 a 1 ante Sportsman. A partir de la siguiente fecha, inició una racha de 13 partidos sin perder, ganando casi todos y peleando el campeonato hasta la última fecha. El 20 de diciembre, enfrentó en Lanús a Gimnasia y Esgrima, con la necesidad de sumar para consagrarse, y ganó por 2 a 0, consagrándose campeón y ascendió a Primera División.
El 3 de enero de 1932, obtuvo los puntos ante All Boys en lo que fue su único triunfo por la Copa de Competencia, finalizando en sexto lugar en la Zona Oeste.

### Últimos años
El 20 de marzo, en su retorno a la máxima categoría, inició el campeonato cayendo por 2 a 0 ante Almagro. Logró su primer triunfo en el torneo ante Argentino de Temperley por 4 a 1. Tuvo en general un flojo rendimiento durante el certamen, disputando por evitar el descenso hasta las últimas fechas. Finalmente, logró asegurar la permanencia tras el retiro de Sp. Palermo, ganando los puntos.

#### La desafiliación y disolución
El 7 de septiembre de 1934, con los goles de Martegani y Ricci, venció por 2 a 1 a Alsina, en su sexto triunfo en el torneo y último en el fútbol argentino. El 28 de octubre, disputó su último partido, cayendo por 3 a 2 ante Barracas. Finalizó su último campeonato con 15 puntos en el vigésimo puesto.
La institución, sumergida en deudas, terminó perdiendo el campo de juego a finales de octubre. Por estos motivos, cuando la Asociación y la Liga Argentina de Football se fusionan, dando paso a la Asociación del Fútbol Argentino el 3 de noviembre, en el Pacto de Fusión de la AFA no se le dio lugar al club en la nueva Segunda División, donde fueron incorporados los clubes de la Primera División de la ex-AAF, ni se le otorgó afiliación. Alejado del fútbol argentino, el club se disolvió durante 1935 y el terreno de su campo de juego fue rentado a una algodonera al año siguiente.

## Cancha
Hasta 1916, se desconoce si tuvo un campo de juego. Fue en aquél año, que tuvo su cancha frente a la Estación Sáenz Peña. En 1922 tuvo su campo de juego en Boulevard Roca y Diego de la Riva, en Florida. En este campo realizó la campaña que le dio el ascenso a Primera. Sin embargo, en 1924 pierde su campo y debe disputar sus encuentros en canchas de San Lorenzo y Ferro.
Campo de Warnes
El 1 de septiembre de 1924, el club arrendó lo que fue su tercer campo de juego. El terreno, ubicado en la calle Warnes al 181, era de la Casa M. Zabala, una sastrería de la Federación Comercial que tenía sede entre Bartolomé Mitre y Esmeralda, y sucursal en Avenida de Mayo al 757. Sus de 105 metros de largo y 85 metros de ancho se encontraban cercados por un alambrado y con una pared de cemento hacia el exterior. Además, contaba con casilla para jugadores, cuartos de vestir, baños y agua corriente.
En este campo hizo de local en los campeonatos de Primera División hasta 1928.
Campo de Villa Devoto
En 1928 pierde su campo de Warnes, y en 1929 es vendido para abrir nuevas calles en donde estaba el campo de juego.
En 1931, el club se mudó a Villa Devoto y pasó a tener su último campo de juego entre las calles Desaguadero, José P. Varela, Quevedo y Simbrón. Cerca del mismo, entre las calles Allende y  Varela, se encontraba la nueva cancha de Estudiantes, que había absorbido al club Devoto en 1930, tras perder su campo de juego de Palermo.
En este campo, concretó la campaña que lo devolvió a Primera División en 1931 y donde disputó su último partido en el fútbol argentino. Actualmente se ubica el Devoto Shopping.

## Palmarés
| Organizados por la AFA, AAF, AAmF, AAAF y AFAP   | Organizados por la AFA, AAF, AAmF, AAAF y AFAP | Organizados por la AFA, AAF, AAmF, AAAF y AFAP |
| Competición nacional                             | Títulos                                        | Subcampeonatos                                 |
| ------------------------------------------------ | ---------------------------------------------- | ---------------------------------------------- |
| Primera División B (1/0)                         | 1931                                           |                                                |
| División Intermedia (1/0)                        | 1923                                           |                                                |
| Copa de Competencia de División Intermedia (1/0) | 1916                                           |                                                |
| Copa de Competencia de Segunda División (1/0)    | 1915                                           |                                                |
| Copa de Competencia de Tercera División (2/0)    | 1912 y 1926                                    |                                                |
| Tercera División (1/0)                           | 1928                                           |                                                |

## Datos del club

### Temporadas
Campeonatos
- Temporadas en Primera División: 8 (1924-1928, 1932-1934)
- Temporadas en segunda categoría: 12
  - Temporadas en División Intermedia: 9 (1913-1917, 1920-1923)
  - Temporadas en Primera División B: 3 (1929-1931)
- Temporadas en tercera categoría: 3
  - Temporadas en Segunda División: 3 (1911-1912, 1918)

Competencias
- Participaciones en Copa de Competencia de Primera División: 5
  - Participaciones en Copa de Competencia Jockey Club: 2 (1931, 1933)
  - Participaciones en Copa de Competencia de la AAmF: 3 (1924, 1925, 1926)
- Participaciones en Copa de Competencia de División Intermedia: 4
  - Participaciones en Copa de Competencia Adolfo Bullrich: 2 (1916, 1917)
  - Participaciones en Copa de Competencia de la AAmF: 2 (1920, 1921)

### Cronología por año
Cronología del club en categorías de la Asociación Argentina de Football y Asociación Amateurs de Football:
| Temp. | Div. | Clubes | Pos. | Pts | PJ | PG | PE | PP | GF | GC | DG  | Copa                    | Otras copas |
| ----- | ---- | ------ | ---- | --- | -- | -- | -- | -- | -- | -- | --- | ----------------------- | ----------- |
| 1911  | 2D   | 33     |      |     |    |    |    |    |    |    |     |                         | —           |
| 1912  | 2D   | 10     |      |     |    |    |    |    |    |    |     |                         | —           |
| 1913  | DI   | 26     |      |     |    |    |    |    |    |    |     |                         | —           |
| 1914  | DI   |        |      |     |    |    |    |    |    |    |     |                         | —           |
| 1915  | DI   | 28     |      |     |    |    |    |    |    |    |     |                         | —           |
| 1916  | DI   |        |      |     |    |    |    |    |    |    |     | Campeón (CCAB)          | —           |
| 1917  | DI   | 22     | 9º   | 12  | 20 | 4  | 4  | 12 | 8  | 57 | -49 | Preliminar (CCAB)       | —           |
| 1918  | 2D   | 71     | 4º   | 11  | 10 | 4  | 3  | 3  |    |    |     |                         | —           |
| 1920  | DI   | 12     | 2º   | 35  | 21 | 15 | 5  | 1  | 33 | 9  | 24  | Cuartos de final (CCDI) | —           |
| 1921  | DI   | 10     | 3º   | 29  | 20 | 12 | 5  | 3  | 33 | 9  | 24  | Octavos de final (CCDI) | —           |
| 1922  | DI   | 17     | 3º   | 52  | 32 | 22 | 8  | 2  |    |    |     | —                       | —           |
| 1923  | DI   | 20     | 1º   | 32  | 20 | 14 | 4  | 2  | 31 | 15 | 16  | —                       | —           |
| 1924  | A    | 24     | 20º  | 13  | 23 | 4  | 5  | 14 | 17 | 31 | -14 | Fase de grupos (CC)     | —           |
| 1925  | A    | 25     | 11º  | 26  | 24 | 9  | 8  | 7  | 19 | 21 | -2  | Fase de grupos (CC)     | —           |
| 1926  | A    | 26     | 23º  | 18  | 25 | 7  | 4  | 14 | 21 | 37 | -16 | Fase de grupos (CC)     | —           |
| 1927  | A    | 34     | 23º  | 27  | 33 | 9  | 9  | 15 | 40 | 47 | -7  | —                       | —           |
| 1928  | A    | 36     | 34º  | 21  | 35 | 7  | 7  | 21 | 29 | 71 | -42 | —                       | —           |
| 1929  | B    | 21     | 10º  | 21  | 19 | 8  | 5  | 6  | 21 | 16 | 5   | —                       | —           |
| 1930  | B    | 21     | 6º   | 26  | 20 | 10 | 4  | 6  | 32 | 14 | 18  | —                       | —           |
| 1931  | B    | 19     | 1º   | 30  | 18 | 13 | 4  | 1  | 34 | 15 | 19  |                         | —           |

### Cronología de equipos alternativos

#### Reservas
Cronología de los equipos de reserva y alternativos en categorías de la Asociación Argentina de Football y Asociación Amateurs de Football:
| Temp. | Div. | Clubes | Pos. | Pts | PJ | PG | PE | PP | GF | GC | DG | Copa                    | Otras copas |
| ----- | ---- | ------ | ---- | --- | -- | -- | -- | -- | -- | -- | -- | ----------------------- | ----------- |
| 1912  | 2D   | 33     |      |     |    |    |    |    |    |    |    | —                       | —           |
| 1913  | DI   |        |      |     |    |    |    |    |    |    |    |                         | —           |
| 1914  | DI   |        |      |     |    |    |    |    |    |    |    |                         | —           |
| 1915  | DI   |        |      |     |    |    |    |    |    |    |    | Campeón (CC2D)          | —           |
| 1916  | DI   |        |      |     |    |    |    |    |    |    |    |                         | —           |
| 1917  | DI   | 22     | 10   | 22  | 20 | 4  | 4  | 12 | 12 | 13 | -1 | Cuartos de final (CC2D) | —           |